# Campeonato Europeo Femenino Sub-19 de la UEFA 2009
El Campeonato Europeo Femenino Sub-19 de la UEFA fue un torneo que se celebró en Bielorrusia desde el 13 al 25 de julio de 2009. Los 4 primeros equipos de la fase final del torneo clasificaron para la Copa Mundial Femenina de Fútbol Sub-20 de 2010.

## Ronda Final

### Grupo A
| Equipo      | Pts | PJ | PG | PE | PP | GF | GC | Dif |
| ----------- | --- | -- | -- | -- | -- | -- | -- | --- |
| Francia     | 6   | 3  | 2  | 0  | 1  | 6  | 2  | 4   |
| Suiza       | 6   | 3  | 2  | 0  | 1  | 7  | 3  | 4   |
| Alemania    | 6   | 3  | 2  | 0  | 1  | 11 | 4  | 7   |
| Bielorrusia | 0   | 3  | 0  | 0  | 3  | 1  | 16 | -15 |

| 13 de julio de 2009 | Francia     | 1:2 (1:2) | Alemania     | Estadio Tarpeda, Minsk                                           |                                                                  |
|                     | Barbance 7' | Reporte   | Wich 35' 36' | Asistencia: 750 espectadores Árbitro(s): Efthalia Mitsi (Grecia) | Asistencia: 750 espectadores Árbitro(s): Efthalia Mitsi (Grecia) |

| 13 de julio de 2009 | Bielorrusia      | 1:4 (0:4) | Suiza                                                 | Estadio Haradski, Borisov                                                        |                                                                                  |
|                     | Miklashevich 52' | Reporte   | Stein 12' · Crnogorcevic 25' · Mehmeti 29' · Baer 41' | Asistencia: 4.000 espectadores Árbitro(s): Elia María Martínez Martínez (España) | Asistencia: 4.000 espectadores Árbitro(s): Elia María Martínez Martínez (España) |

| 16 de julio de 2009 | Bielorrusia | 0:3 (0:1) | Francia                      | Estadio Haradski, Borisov                                           |                                                                     |
|                     |             | Reporte   | Rubio 12' · Barbance 83' 84' | Asistencia: 2.500 espectadores Árbitro(s): Keldyusheva (Kazajistán) | Asistencia: 2.500 espectadores Árbitro(s): Keldyusheva (Kazajistán) |

| 16 de julio de 2009 | Suiza                                      | 3:0 (1:0) | Alemania | Estadio Tarpeda, Minsk                                           |                                                                  |
|                     | Crnogorcevic 3' · Bachmann 65' · Stein 78' | Reporte   |          | Asistencia: 800 espectadores Árbitro(s): Teodora Albon (Rumania) | Asistencia: 800 espectadores Árbitro(s): Teodora Albon (Rumania) |

| 19 de julio de 2009 | Alemania                                                                                         | 9:0 (7:0) | Bielorrusia | Estadio Dinamo-Yuni, Minsk                                               |                                                                          |
|                     | Marozsán 6' 7' 10' · Bagehorn 23' · Mirlach 27' · Huth 31' · Wermelt 35' · Popp 62' · Wagner 75' | Reporte   |             | Asistencia: 2.450 espectadores Árbitro(s): Sandra Braz Bastos (Portugal) | Asistencia: 2.450 espectadores Árbitro(s): Sandra Braz Bastos (Portugal) |

| 19 de julio de 2009 | Suiza | 0:2 (0:0) | Francia                    | Estadio Tarpeda, Minsk                                                      |                                                                             |
|                     |       | Reporte   | Crammer 52' · Barbance 80' | Asistencia: 1.700 espectadores Árbitro(s): Carina Susanna Vitulano (Italia) | Asistencia: 1.700 espectadores Árbitro(s): Carina Susanna Vitulano (Italia) |

### Grupo B
| Equipo     | Pts | PJ | PG | PE | PP | GF | GC | Dif |
| ---------- | --- | -- | -- | -- | -- | -- | -- | --- |
| Inglaterra | 7   | 3  | 2  | 1  | 0  | 7  | 0  | 7   |
| Suecia     | 6   | 3  | 2  | 0  | 1  | 4  | 5  | -1  |
| Noruega    | 2   | 3  | 0  | 2  | 1  | 1  | 2  | -2  |
| Islandia   | 1   | 3  | 0  | 1  | 2  | 1  | 6  | -5  |

| 13 de julio de 2009 | Suecia | 0:3 (0:2) | Inglaterra                          | Estadio Dinamo-Yuni, Minsk                                                  |                                                                             |
|                     |        | Reporte   | Moore 20' · Duggan 36' · Weston 65' | Asistencia: 2.900 espectadores Árbitro(s): Carina Susanna Vitulano (Italia) | Asistencia: 2.900 espectadores Árbitro(s): Carina Susanna Vitulano (Italia) |

| 13 de julio de 2009 | Islandia | 0:0 (0:0) | Noruega | Estadio Gorodskoi, Molodechno                                                        |                                                                                      |
|                     |          | Reporte   |         | Asistencia: 3.852 espectadores Árbitro(s): Yuliya Medvedeva-Keldyusheva (Kazajistán) | Asistencia: 3.852 espectadores Árbitro(s): Yuliya Medvedeva-Keldyusheva (Kazajistán) |

| 16 de julio de 2009 | Suecia                             | 2:1 (0:1) | Islandia            | Estadio Dinamo-Yuni, Minsk                                               |                                                                          |
|                     | Sofia Jakobsson 77' · Hjohlman 88' | Reporte   | Asgrimsdottir 45+2' | Asistencia: 2.530 espectadores Árbitro(s): Sandra Braz Bastos (Portugal) | Asistencia: 2.530 espectadores Árbitro(s): Sandra Braz Bastos (Portugal) |

| 16 de julio de 2009 | Inglaterra | 0:0 (0:0) | Noruega | Estadio Gorodskoi, Molodechno                                                    |                                                                                  |
|                     |            | Reporte   |         | Asistencia: 3.043 espectadores Árbitro(s): Elia María Martínez Martínez (España) | Asistencia: 3.043 espectadores Árbitro(s): Elia María Martínez Martínez (España) |

| 19 de julio de 2009 | Noruega     | 1:2 (1:2) | Suecia                              | Estadio Traktar, Minsk                                                 |                                                                        |
|                     | Pedersen 4' | Reporte   | Göransson 35' · Sofia Jakobsson 44' | Asistencia: 3.180 espectadores Árbitro(s): Kirsi Heikkinen (Finlandia) | Asistencia: 3.180 espectadores Árbitro(s): Kirsi Heikkinen (Finlandia) |

| 19 de julio de 2009 | Inglaterra                                   | 4:0 (2:0) | Islandia | Estadio Gorodskoi, Molodechno                                      |                                                                    |
|                     | Moore 11' · Nobbs 13' 80' · Christiansen 77' | Reporte   |          | Asistencia: 1.700 espectadores Árbitro(s): Efthalia Mitsi (Grecia) | Asistencia: 1.700 espectadores Árbitro(s): Efthalia Mitsi (Grecia) |

### Segunda fase
|  | Semifinales             | Semifinales |   |  | Final                | Final |  |
|  |                         |             |   |  |                      |       |  |
|  | Minsk, 22 de julio      |             |   |  |                      |       |  |
|  | Francia                 | 2           |   |  |                      |       |  |
|  | Suecia                  | 5           |   |  |                      |       |  |
|  |                         |             |   |  |                      |       |  |
|  |                         |             |   |  | Borisov, 25 de julio |       |  |
|  |                         |             |   |  | Suecia               | 0     |  |
|  |                         | Inglaterra  | 2 |  |                      |       |  |
|  |                         |             |   |  |                      |       |  |
|  |                         |             |   |  |                      |       |  |
|  |                         |             |   |  |                      |       |  |
|  | Molodechno, 22 de julio |             |   |  |                      |       |  |
|  | Inglaterra              | 3           |   |  |                      |       |  |
|  | Suiza                   | 0           |   |  |                      |       |  |

### Semifinales
| 22 de julio de 2011 | Francia                | 2:5 (1:1)(ET) | Suecia                                                    | Estadio Dinamo-Yuni, Minsk                                         |                                                                    |
|                     | Tenret 34' · Sasso 68' | Reporte       | Lövgren 24' · Sofia Jakobsson 86' 91' 107' · Egelryd 100' | Asistencia: 3.300 espectadores Árbitro(s): Efthalia Mitsi (Grecia) | Asistencia: 3.300 espectadores Árbitro(s): Efthalia Mitsi (Grecia) |

| 22 de julio de 2011 | Inglaterra                        | 3:0 (2:0) | Suiza | Estadio Gorodskoi, Molodechno                                                        |                                                                                      |
|                     | Duggan 28' 55' · Christiansen 45' | Reporte   |       | Asistencia: 3.721 espectadores Árbitro(s): Yuliya Medvedeva-Keldyusheva (Kazajistán) | Asistencia: 3.721 espectadores Árbitro(s): Yuliya Medvedeva-Keldyusheva (Kazajistán) |

### Final
| 25 de julio de 2011 | Suecia | 0:2 (0:2) | Inglaterra             | Estadio Haradski, Borisov                                         |                                                                   |
|                     |        | Reporte   | Duggan 33' · Nobbs 37' | Asistencia: 4.500 espectadores Árbitro(s): Teodora Albon(Rumania) | Asistencia: 4.500 espectadores Árbitro(s): Teodora Albon(Rumania) |

## Goleadores
| Jugador            | Selección  | Goles |
| ------------------ | ---------- | ----- |
| Sofia Jakobsson    | Suecia     | 5     |
| Toni Duggan        | Inglaterra | 4     |
| Solène Barbance    | Francia    | 4     |
| Jordan Nobbs       | Inglaterra | 3     |
| Dzsenifer Marozsán | Alemania   | 3     |